# Lijst van medaillewinnaars op de Olympische Zomerspelen 2016
Deze pagina geeft een totaal overzicht van de medaillewinnaars op de Olympische Zomerspelen 2016 in Rio de Janeiro, Brazilië. Hierbij is de indeling alfabetisch gerangschikt op basis van de olympische sporten en binnen de sporten op discipline. De teamsporten zijn geheel onderaan in een tabel samengevat.

## Atletiek
Mannen
| Onderdeel            | Goud | Goud                                                                                  | Zilver | Zilver                                                                     | Brons | Brons                                                                      |
| -------------------- | ---- | ------------------------------------------------------------------------------------- | ------ | -------------------------------------------------------------------------- | ----- | -------------------------------------------------------------------------- |
| 100 m                | JAM  | Usain Bolt                                                                            | USA    | Justin Gatlin                                                              | CAN   | Andre De Grasse                                                            |
| 200 m                | JAM  | Usain Bolt                                                                            | CAN    | Andre De Grasse                                                            | FRA   | Christophe Lemaitre                                                        |
| 400 m                | RSA  | Wayde van Niekerk                                                                     | GRN    | Kirani James                                                               | USA   | LaShawn Merritt                                                            |
| 800 m                | KEN  | David Rudisha                                                                         | ALG    | Taoufik Makhloufi                                                          | USA   | Clayton Murphy                                                             |
| 1500 m               | USA  | Matthew Centrowitz                                                                    | ALG    | Taoufik Makhloufi                                                          | NZL   | Nicholas Willis                                                            |
| 5000 m               | GBR  | Mo Farah                                                                              | USA    | Paul Kipkemoi Chelimo                                                      | ETH   | Hagos Gebrhiwet                                                            |
| 10.000 m             | GBR  | Mo Farah                                                                              | KEN    | Paul Tanui                                                                 | ETH   | Tamirat Tola                                                               |
| 110 m horden         | JAM  | Omar McLeod                                                                           | ESP    | Orlando Ortega                                                             | FRA   | Dimitri Bascou                                                             |
| 400 m horden         | USA  | Kerron Clement                                                                        | KEN    | Boniface Mucheru Tumuti                                                    | TUR   | Yasmani Copello                                                            |
| 3000 m steeplechase  | KEN  | Conseslus Kipruto                                                                     | USA    | Evan Jager                                                                 | FRA   | Mahiedine Mekhissi-Benabbad                                                |
| 4x 100 m             | JAM  | Nickel Ashmeade Kemar Bailey-Cole Yohan Blake Usain Bolt Jevaughn Minzie Asafa Powell | JPN    | Asuka Cambridge Shota Iizuka Yoshihide Kiryu Ryota Yamagata                | CAN   | Mobolade Ajomale Aaron Brown Andre De Grasse Akeem Haynes Brendon Rodney   |
| 4x 400 m             | USA  | Kyle Clemons Arman Hall Tony McQuay LaShawn Merritt Gil Roberts David Verburg         | JAM    | Nathon Allen Fitzroy Dunkley Javon Francis Peter Matthews Rusheen McDonald | BAH   | Chris Brown Steven Gardiner Michael Mathieu Stephen Newbold Alonzo Russell |
| Marathon             | KEN  | Eliud Kipchoge                                                                        | ETH    | Feyisa Lilesa                                                              | USA   | Galen Rupp                                                                 |
| 20 km snelwandelen   | CHN  | Wang Zhen                                                                             | CHN    | Cai Zelin                                                                  | AUS   | Dane Bird-Smith                                                            |
| 50 km snelwandelen   | SVK  | Matej Tóth                                                                            | AUS    | Jared Tallent                                                              | JPN   | Hirooki Arai                                                               |
| Verspringen          | USA  | Jeff Henderson                                                                        | RSA    | Luvo Manyonga                                                              | GBR   | Greg Rutherford                                                            |
| Hink-stap-springen   | USA  | Christian Taylor                                                                      | USA    | Will Claye                                                                 | CHN   | Dong Bin                                                                   |
| Hoogspringen         | CAN  | Derek Drouin                                                                          | QAT    | Mutaz Essa Barshim                                                         | UKR   | Bogdan Bondarenko                                                          |
| Polsstokhoogspringen | BRA  | Thiago Braz da Silva                                                                  | FRA    | Renaud Lavillenie                                                          | USA   | Sam Kendricks                                                              |
| Kogelstoten          | USA  | Ryan Crouser                                                                          | USA    | Joe Kovacs                                                                 | NZL   | Tomas Walsh                                                                |
| Discuswerpen         | GER  | Christoph Harting                                                                     | POL    | Piotr Małachowski                                                          | GER   | Daniel Jasinski                                                            |
| Speerwerpen          | GER  | Thomas Röhler                                                                         | KEN    | Julius Yego                                                                | TTO   | Keshorn Walcott                                                            |
| Kogelslingeren       | TJK  | Dilsjod Nazarov                                                                       | BLR    | Ivan Tsichan                                                               | POL   | Wojciech Nowicki                                                           |
| Tienkamp             | USA  | Ashton Eaton                                                                          | FRA    | Kévin Mayer                                                                | CAN   | Damian Warner                                                              |

Vrouwen
| Onderdeel            | Goud | Goud                                                                                                | Zilver | Zilver | Brons | Brons                                                                    |
| -------------------- | ---- | --------------------------------------------------------------------------------------------------- | ------ | --- | ----- | ------------------------------------------------------------------------ |
| 100 m                | JAM  | Elaine Thompson                                                                                     | USA    | Tori Bowie | JAM   | Shelly-Ann Fraser-Pryce                                                  |
| 200 m                | JAM  | Elaine Thompson                                                                                     | NED    | Dafne Schippers | USA   | Tori Bowie                                                               |
| 400 m                | BAH  | Shaunae Miller                                                                                      | USA    | Allyson Felix | JAM   | Shericka Jackson                                                         |
| 800 m                | RSA  | Caster Semenya                                                                                      | BDI    | Francine Niyonsaba | KEN   | Margaret Nyairera Wambui                                                 |
| 1500 m               | KEN  | Faith Chepngetich Kipyegon                                                                          | ETH    | Genzebe Dibaba | USA   | Jennifer Simpson                                                         |
| 5000 m               | KEN  | Vivian Cheruiyot                                                                                    | KEN    | Hellen Obiri | ETH   | Almaz Ayana                                                              |
| 10.000 m             | ETH  | Almaz Ayana                                                                                         | KEN    | Vivian Cheruiyot | ETH   | Tirunesh Dibaba                                                          |
| 100 m horden         | USA  | Brianna Rollins                                                                                     | USA    | Nia Ali | USA   | Kristi Castlin                                                           |
| 400 m horden         | USA  | Dalilah Muhammad                                                                                    | DEN    | Sara Petersen | USA   | Ashley Spencer                                                           |
| 3000 m steeplechase  | BRN  | Ruth Jebet                                                                                          | KEN    | Hyvin Kiyeng Jepkemoi | USA   | Emma Coburn                                                              |
| 4x 100 m             | USA  | Morolake Akinosun Tianna Bartoletta Tori Bowie English Gardner Allyson Felix                        | JAM    | Veronica Campbell-Brown Simone Facey Sashalee Forbes Shelly-Ann Fraser-Pryce Elaine Thompson Christania Williams         | GBR   | Dina Asher-Smith Desiree Henry Daryll Neita Asha Philip                  |
| 4x 400 m             | USA  | Allyson Felix Phyllis Francis Taylor Ellis-Watson Natasha Hastings Francena McCorory Courtney Okolo | JAM    | Christine Day Chrisann Gordon Shericka Jackson Anneisha McLaughlin-Whilby Stephenie Ann McPherson Novlene Williams-Mills | GBR   | Emily Diamond Eilidh Doyle Kelly Massey Christine Ohuruogu Anyika Onuora |
| Marathon             | KEN  | Jemima Sumgong                                                                                      | BRN    | Eunice Kirwa | ETH   | Mare Dibaba                                                              |
| 20 km snelwandelen   | CHN  | Liu Hong                                                                                            | MEX    | María Guadalupe González                                                                                                 | CHN   | Lü Xiuzhi                                                                |
| Verspringen          | USA  | Tianna Bartoletta                                                                                   | USA    | Brittney Reese | SRB   | Ivana Španović                                                           |
| Hink-stap-springen   | COL  | Caterine Ibargüen                                                                                   | VEN    | Yulimar Rojas | KAZ   | Olga Rypakova                                                            |
| Hoogspringen         | ESP  | Ruth Beitia                                                                                         | BUL    | Mirela Demireva | CRO   | Blanka Vlašić                                                            |
| Polsstokhoogspringen | GRE  | Ekaterini Stefanidi                                                                                 | USA    | Sandi Morris | NZL   | Eliza McCartney                                                          |
| Kogelstoten          | USA  | Michelle Carter                                                                                     | NZL    | Valerie Adams | HUN   | Anita Márton                                                             |
| Discuswerpen         | CRO  | Sandra Perković                                                                                     | FRA    | Mélina Robert-Michon | CUB   | Denia Caballero                                                          |
| Speerwerpen          | CRO  | Sara Kolak                                                                                          | RSA    | Sunette Viljoen | CZE   | Barbora Špotáková                                                        |
| Kogelslingeren       | POL  | Anita Włodarczyk                                                                                    | CHN    | Zhang Wenxiu | GBR   | Sophie Hitchon                                                           |
| Zevenkamp            | BEL  | Nafissatou Thiam                                                                                    | GBR    | Jessica Ennis-Hill | CAN   | Brianne Theisen-Eaton                                                    |

## Badminton
| Onderdeel          | Goud | Goud                             | Zilver | Zilver                                  | Brons | Brons                          |
| ------------------ | ---- | -------------------------------- | ------ | --------------------------------------- | ----- | ------------------------------ |
| Enkelspel (m)      | CHN  | Chen Long                        | MAS    | Lee Chong Wei                           | DEN   | Viktor Axelsen                 |
| Dubbelspel (m)     | CHN  | Fu Haifeng Zhang Nan             | MAS    | Goh V Shem Tan Wee Kiong                | GBR   | Marcus Ellis Chris Langridge   |
|                    |      |                                  |        |                                         |       |                                |
| Gemengd dubbelspel | INA  | Tontowi Ahmad Liliyana Natsir    | MAS    | Chan Peng Soon Goh Liu Ying             | CHN   | Zhang Nan Zhao Yunlei          |
|                    |      |                                  |        |                                         |       |                                |
| Enkelspel (v)      | ESP  | Carolina Marín                   | IND    | Pusarla Venkata Sindhu                  | JPN   | Nozomi Okuhara                 |
| Dubbelspel (v)     | JPN  | Misaki Matsutomo Ayaka Takahashi | DEN    | Christinna Pedersen Kamilla Rytter Juhl | KOR   | Jung Kyung-eun Shin Seung-chan |

## Boksen
Mannen
| Onderdeel           | Goud | Goud                  | Zilver | Zilver                    | Brons   | Brons                                       |
| ------------------- | ---- | --------------------- | ------ | ------------------------- | ------- | ------------------------------------------- |
| Lichtvlieg (-49 kg) | UZB  | Hasanboy Doesmatov    | COL    | Yuberjén Martínez         | CUB USA | Joahnys Argilagos Nico Miguel Hernández     |
| Vlieg (-52 kg)      | UZB  | Sjachobidin Zoirov    | RUS    | Misha Aloian              | VEN CHN | Yoel Segundo Finol Hu Jianguan              |
| Bantam (-56 kg)     | CUB  | Robeisy Ramírez       | USA    | Shakur Stevenson          | UZB RUS | Moerodjon Achmadaliev Vladimir Nikitin      |
| Licht (-60 kg)      | BRA  | Robson Conceição      | FRA    | Sofiane Oumiha            | CUB MGL | Lázaro Álvarez Otgondalai Dorjnyambuu       |
| Halfwelter (-64 kg) | UZB  | Fazliddin Gaibnazarov | AZE    | Lorenzo Sotomayor Collazo | RUS GER | Vitali Doenajtsev Artem Harutiunian         |
| Welter (-69 kg)     | KAZ  | Danijar Jeleoessinov  | UZB    | Sjachram Gijasov          | FRA MAR | Souleymane Cissokho Mohammed Rabii          |
| Midden (-75 kg)     | CUB  | Arlen López           | UZB    | Bektemir Melikoezijev     | MEX AZE | Misael Uziel Rodríguez Kamran Sjachsoevarly |
| Halfzwaar (-81 kg)  | CUB  | Julio César La Cruz   | KAZ    | Adilbek Nijazymbetov      | FRA GBR | Mathieu Bauderlique Joshua Buatsi           |
| Zwaar (-91 kg)      | RUS  | Jevgeny Tisjtsjenko   | KAZ    | Vassilij Levit            | CUB UZB | Erislandy Savón Roestam Toelaganov          |
| Superzwaar (+91 kg) | FRA  | Tony Yoka             | GBR    | Joseph "Joe" Joyce        | KAZ CRO | Ivan Ditsjko Filip Hrgović                  |

Vrouwen
| Onderdeel         | Goud | Goud             | Zilver | Zilver           | Brons   | Brons                               |
| ----------------- | ---- | ---------------- | ------ | ---------------- | ------- | ----------------------------------- |
| Vlieg (48-51 kg)  | GBR  | Nicola Adams     | FRA    | Sarah Ourahmoune | CHN COL | Ren Cancan Ingrit Valencia Victoria |
| Licht (57-60 kg)  | FRA  | Estelle Mossely  | CHN    | Yin Junhua       | RUS FIN | Anastasia Belijakova Mira Potkonen  |
| Midden (69-75 kg) | USA  | Claressa Shields | NED    | Nouchka Fontijn  | CHN KAZ | Li Qian Dariga Sjakimova            |

## Boogschieten
| Onderdeel       | Goud | Goud                                  | Zilver | Zilver                                               | Brons | Brons                                   |
| --------------- | ---- | ------------------------------------- | ------ | ---------------------------------------------------- | ----- | --------------------------------------- |
| Individueel (m) | KOR  | Ku Bon-chan                           | FRA    | Jean-Charles Valladont                               | USA   | Brady Ellison                           |
| Team (m)        | KOR  | Kim Woo-jin Ku Bon-chan Lee Seung-yun | USA    | Brady Ellison Zach Garrett Jake Kaminski             | AUS   | Alec Potts Ryan Tyack Taylor Worth      |
|                 |      |                                       |        |                                                      |       |                                         |
| Individueel (v) | KOR  | Chang Hye-jin                         | GER    | Lisa Unruh                                           | KOR   | Ki Bo-bae                               |
| Team (v)        | KOR  | Chang Hye-jin Choi Mi-sun Ki Bo-bae   | RUS    | Toejana Dasjidorzhijeva Ksenia Perova Inna Stepanova | TPE   | Le Chien-ying Lin Shih-chia Tan Ya-ting |

## Gewichtheffen
Mannen
| Onderdeel            | Goud | Goud                | Zilver | Zilver            | Brons | Brons                |
| -------------------- | ---- | ------------------- | ------ | ----------------- | ----- | -------------------- |
| Bantam (-56 kg)      | CHN  | Long Qingquan       | PRK    | Om Yun-chol       | THA   | Sinphet Kruaithong   |
| Veder (-62 kg)       | COL  | Óscar Figueroa      | INA    | Eko Yuli Irawan   | KAZ   | Farchad Charki       |
| Licht (-69 kg)       | CHN  | Shi Zhiyong         | TUR    | Daniyar Ismayilov | KGZ   | Izzat Artikov        |
| Midden (-77 kg)      | KAZ  | Nijat Rahimov       | CHN    | Lyu Xiaojun       | EGY   | Mohamed Mahmoud      |
| Lichtzwaar (-85 kg)  | IRI  | Kianoush Rostami    | CHN    | Tian Tao          | ROU   | Gabriel Sîncrăian    |
| Middenzwaar (-94 kg) | IRI  | Sohrab Moradi       | BLR    | Vadzim Straltsov  | LTU   | Aurimas Didžbalis    |
| Zwaar (-105 kg)      | UZB  | Roeslan Noeroedinov | ARM    | Simon Martirosyan | KAZ   | Aleksandr Zaitsjikov |
| Superzwaar (+105 kg) | GEO  | Lasja Talachadze    | ARM    | Gor Minasyan      | GEO   | Irakli Turmanidze    |

Vrouwen
| Onderdeel           | Goud | Goud             | Zilver | Zilver                | Brons | Brons            |
| ------------------- | ---- | ---------------- | ------ | --------------------- | ----- | ---------------- |
| Vlieg (-48 kg)      | THA  | Sopita Tanasan   | IND    | Sri Wahyuni Agustiani | JPN   | Hiromi Miyake    |
| Veder (-53 kg)      | TPE  | Hsu Shu-ching    | PHI    | Hidilyn Diaz          | KOR   | Yoon Jin-hee     |
| Licht (-58 kg)      | THA  | Sukanya Srisurat | THA    | Pimsiri Sirikaew      | TPE   | Kuo Hsing-chun   |
| Midden (-63 kg)     | CHN  | Deng Wei         | PRK    | Choe Hyo-sim          | KAZ   | Karina Gorisjeva |
| Lichtzwaar (-69 kg) | CHN  | Xiang Yanmei     | KAZ    | Zjazira Zjapparkoel   | EGY   | Sara Ahmed       |
| Zwaar (-75 kg)      | PRK  | Rim Jong-sim     | BLR    | Darya Naumava         | ESP   | Lidia Valentín   |
| Superzwaar (+75 kg) | CHN  | Meng Suping      | PRK    | Kim Kuk-hyang         | USA   | Sarah Robles     |

## Golf
| Onderdeel | Goud | Goud        | Zilver | Zilver         | Brons | Brons         |
| --------- | ---- | ----------- | ------ | -------------- | ----- | ------------- |
| Mannen    | GBR  | Justin Rose | SWE    | Henrik Stenson | USA   | Matt Kuchar   |
|           |      |             |        |                |       |               |
| Vrouwen   | KOR  | Park In-bee | NZL    | Lydia Ko       | CHN   | Feng Shanshan |

## Gymnastiek

### Ritmische gymnastiek
| Onderdeel         | Goud | Goud                                                                                         | Zilver | Zilver                                                                        | Brons | Brons                                                                                                  |
| ----------------- | ---- | -------------------------------------------------------------------------------------------- | ------ | ----------------------------------------------------------------------------- | ----- | --- |
| Meerkamp (v)      | RUS  | Margarita Mamoen                                                                             | RUS    | Jana Koedrjavtseva                                                            | UKR   | Ganna Rizatdinova                                                                                      |
| Meerkamp team (v) | RUS  | Vera Birjoekova Anastasia Bliznjoek Anastasia Maksimova Anastasia Tatareva Maria Tolkatsjova | ESP    | Sandra Aguilar Artemi Gavezou Elena López Lourdes Mohedano XAlejandra Quereda | BUL   | Reneta Kamberova Lyubomira Kazanova Mihaela Maevska-Velichkova Tsvetelina Naydenova Hristiana Todorova |

### Trampoline
| Onderdeel | Goud | Goud                   | Zilver | Zilver      | Brons | Brons   |
| --------- | ---- | ---------------------- | ------ | ----------- | ----- | ------- |
| Mannen    | BLR  | Vladsjislav Gantsjarov | CHN    | Dong Dong   | CHN   | Gao Lei |
|           |      |                        |        |             |       |         |
| Vrouwen   | CAN  | Rosannagh MacLennan    | GBR    | Bryony Page | CHN   | Li Dan  |

### Turnen
Mannen
| Onderdeel     | Goud | Goud                                                                | Zilver | Zilver                                                                             | Brons | Brons                                                   |
| ------------- | ---- | ------------------------------------------------------------------- | ------ | ---------------------------------------------------------------------------------- | ----- | ------------------------------------------------------- |
| Brug          | UKR  | Oleg Vernjajev                                                      | USA    | Danell Leyva                                                                       | RUS   | David Beljavskij                                        |
| Paard voltige | GBR  | Max Whitlock                                                        | GBR    | Louis Smith                                                                        | USA   | Alexander Naddour                                       |
| Rekstok       | GER  | Fabian Hambüchen                                                    | USA    | Danell Leyva                                                                       | GBR   | Nile Wilson                                             |
| Ringen        | GRE  | Eleftherios Petrounias                                              | BRA    | Arthur Zanetti                                                                     | RUS   | Denis Abljazin                                          |
| Sprong        | PRK  | Ri Se-gwang                                                         | RUS    | Denis Abljazin                                                                     | JPN   | Kenzō Shirai                                            |
| Vloer         | GBR  | Max Whitlock                                                        | BRA    | Diego Hypólito                                                                     | BRA   | Arthur Mariano                                          |
| Meerkamp      | JPN  | Kohei Uchimura                                                      | UKR    | Oleg Vernjajev                                                                     | GBR   | Max Whitlock                                            |
| Meerkamp team | JPN  | Ryōhei Katō Kenzō Shirai Yusuke Tanaka Kohei Uchimura Koji Yamamuro | RUS    | Denis Abljazin David Beljavskij Nikolaj Koeksenkov Nikita Nagorny Ivan Stretovitsj | CHN   | Deng Shudi Lin Chaopan Liu Yang You Hao Zhang Chenglong |

Vrouwen
| Onderdeel     | Goud | Goud                                                                             | Zilver | Zilver                                                                              | Brons | Brons                                               |
| ------------- | ---- | -------------------------------------------------------------------------------- | ------ | ----------------------------------------------------------------------------------- | ----- | --------------------------------------------------- |
| Balk          | NED  | Sanne Wevers                                                                     | USA    | Lauren Hernandez                                                                    | USA   | Simone Biles                                        |
| Brug ongelijk | RUS  | Alija Moestafina                                                                 | USA    | Madison Kocian                                                                      | GER   | Sophie Scheder                                      |
| Sprong        | USA  | Simone Biles                                                                     | RUS    | Maria Paseka                                                                        | SUI   | Giulia Steingruber                                  |
| Vloer         | USA  | Simone Biles                                                                     | USA    | Alexandra Raisman                                                                   | GBR   | Amy Tinkler                                         |
| Meerkamp      | USA  | Simone Biles                                                                     | USA    | Alexandra Raisman                                                                   | RUS   | Alija Moestafina                                    |
| Meerkamp team | USA  | Simone Biles Gabrielle Douglas Lauren Hernandez Madison Kocian Alexandra Raisman | RUS    | Angelina Melnikova Alija Moestafina Maria Paseka Daria Spiridonova Seda Toetchalian | CHN   | Fan Yilin Mao Yi Shang Chunsong Tan Jiaxin Wang Yan |

## Judo
Mannen
| Onderdeel            | Goud | Goud                 | Zilver | Zilver              | Brons   | Brons                                   |
| -------------------- | ---- | -------------------- | ------ | ------------------- | ------- | --------------------------------------- |
| Extra licht (-60 kg) | RUS  | Beslan Moedranov     | KAZ    | Yeldos Smetov       | UZB JPN | Diyorbek Oerozbojev Naohisa Takato      |
| Half licht (-66 kg)  | ITA  | Fabio Basile         | KOR    | An Ba-ul            | JPN UZB | Masashi Ebinuma ishod Sobirov           |
| Licht (-73 kg)       | JPN  | Shohei Ono           | AZE    | Roestam Oroejov     | GEO BEL | Lasja Sjavdatoeasjvili Dirk Van Tichelt |
| Half midden (-81 kg) | RUS  | Chasan Chalmoerzajev | USA    | Travis Stevens      | JPN UAE | Takanori Nagase Sergiu Toma             |
| Midden (-90 kg)      | JPN  | Mashu Baker          | GEO    | Varlam Liparteliani | CHN KOR | Cheng Xunzhao Gwak Dong-han             |
| Half zwaar (-100 kg) | CZE  | Lukáš Krpálek        | AZE    | Elmar Gasimov       | JPN FRA | Ryunosuke Haga Cyrille Maret            |
| Zwaar (+100 kg)      | FRA  | Teddy Riner          | JPN    | Hisayoshi Harasawa  | ISR BRA | Or Sasson Rafael Silva                  |

Vrouwen
| Onderdeel            | Goud | Goud              | Zilver | Zilver              | Brons   | Brons                               |
| -------------------- | ---- | ----------------- | ------ | ------------------- | ------- | ----------------------------------- |
| Extra licht (-48 kg) | ARG  | Paula Pareto      | KOR    | Jeong Bo-kyeong     | KAZ JPN | Otgontsetseg Galbadrakhyn Ami Kondo |
| Half licht (-52 kg)  | KOS  | Majlinda Kelmendi | ITA    | Odette Giuffrida    | RUS JPN | Natalja Koezjoetina Misato Nakamura |
| Licht (-57 kg)       | BRA  | Rafaela Silva     | MGL    | Sumiya Dorjsuren    | JPN POR | Kaori Matsumoto Telma Monteiro      |
| Half midden (-63 kg) | SLO  | Tina Trstenjak    | FRA    | Clarisse Agbegnenou | NED ISR | Anicka van Emden Yarden Gerbi       |
| Midden (-70 kg)      | JPN  | Haruka Tachimoto  | COL    | Yuri Alvear         | GBR GER | Sally Conway Laura Vargas Koch      |
| Half zwaar (-78 kg)  | USA  | Kayla Harrison    | FRA    | Audrey Tcheuméo     | BRA SLO | Mayra Aguiar Anamari Velenšek       |
| Zwaar (+78 kg)       | FRA  | Émilie Andéol     | CUB    | Idalys Ortiz        | JPN CHN | Kanae Yamabe Yu Song                |

## Kanovaren
Slalom
| Onderdeel | Goud | Goud                           | Zilver | Zilver                          | Brons | Brons                          |
| --------- | ---- | ------------------------------ | ------ | ------------------------------- | ----- | ------------------------------ |
| C1 (m)    | FRA  | Denis Gargaud Chanut           | SVK    | Matej Beňuš                     | JPN   | Takuya Haneda                  |
| C2 (m)    | SVK  | Ladislav Škantár Peter Škantár | GBR    | David Florence Richard Hounslow | FRA   | Gauthier Klauss Matthieu Péché |
| K1 (m)    | GBR  | Joe Clarke                     | SLO    | Peter Kauzer                    | CZE   | Jiří Prskavec                  |
|           |      |                                |        |                                 |       |                                |
| K1 (v)    | ESP  | Maialen Chourraut              | NZL    | Luuka Jones                     | AUS   | Jessica Fox                    |

Vlakwater
| Onderdeel     | Goud | Goud                                                             | Zilver | Zilver                                                         | Brons   | Brons                                                               |
| ------------- | ---- | ---------------------------------------------------------------- | ------ | -------------------------------------------------------------- | ------- | ------------------------------------------------------------------- |
| C1 0200 m (m) | UKR  | Joerij Tsjeban                                                   | AZE    | Valentin Demjanenko                                            | BRA     | Isaquias Queiroz                                                    |
| C1 1000 m (m) | GER  | Sebastian Brendel                                                | BRA    | Isaquias Queiroz                                               | MDA     | Serghei Tarnovschi                                                  |
| C2 1000 m (m) | GER  | Sebastian Brendel Jan Vandrey                                    | BRA    | Isaquias Queiroz Erlon De Souza Silva                          | UKR     | Dmitro Jantsjoek Taras Mistsjoek                                    |
| K1 0200 m (m) | GBR  | Liam Heath                                                       | FRA    | Maxime Beaumont                                                | ESP GER | Saúl Craviotto Ronald Rauhe                                         |
| K1 1000 m (m) | ESP  | Marcus Walz                                                      | CZE    | Josef Dostál                                                   | RUS     | Roman Anosjkin                                                      |
| K2 0200 m (m) | ESP  | Saúl Craviotto Cristian Toro                                     | GBR    | Liam Heath Jon Schofield                                       | LTU     | Aurimas Lankas Edvinas Ramanauskas                                  |
| K2 1000 m (m) | GER  | Marcus Groß Max Rendschmidt                                      | SRB    | Marko Tomićević Milenko Zorić                                  | AUS     | Lachlan Tame Ken Wallace                                            |
| K4 1000 m (m) | GER  | Marcus Groß Max Hoff Tom Liebscher Max Rendschmidt               | SVK    | Tibor Linka Denis Myšák Juraj Tarr Erik Vlček                  | CZE     | Josef Dostál Daniel Havel Jan Štěrba Lukáš Trefil                   |
|               |      |                                                                  |        |                                                                |         |                                                                     |
| K1 0200 m (v) | NZL  | Lisa Carrington                                                  | POL    | Marta Walczykiewicz                                            | AZE     | Inna Osipenko-Radomska                                              |
| K1 0500 m (v) | HUN  | Danuta Kozák                                                     | DEN    | Emma Jørgensen                                                 | NZL     | Lisa Carrington                                                     |
| K2 0500 m (v) | HUN  | Danuta Kozák Gabriella Szabó                                     | GER    | Tina Dietze Franziska Weber                                    | POL     | Beata Mikołajczyk Karolina Naja                                     |
| K4 0500 m (v) | HUN  | Tamara Csipes Krisztina Fazekas-Zur Danuta Kozák Gabriella Szabó | GER    | Tina Dietze Sabrina Hering Steffi Kriegerstein Franziska Weber | BLR     | Volha Khudzenka Nadzeya Papok Maryna Pautaran Marharyta Tsishkevich |

## Moderne vijfkamp
| Onderdeel | Goud | Goud             | Zilver | Zilver              | Brons | Brons            |
| --------- | ---- | ---------------- | ------ | ------------------- | ----- | ---------------- |
| Mannen    | RUS  | Aleksandr Lesoen | UKR    | Pavlo Timosjtsjenko | MEX   | Ismael Hernandez |
|           |      |                  |        |                     |       |                  |
| Vrouwen   | AUS  | Chloe Esposito   | FRA    | Élodie Clouvel      | POL   | Oktawia Nowacka  |

## Paardensport
| Onderdeel           | Goud | Goud | Zilver | Zilver | Brons | Brons |
| ------------------- | --- | --- | --- | --- | --- | --- |
| Dressuur            | GBR | Charlotte Dujardin op Valegro | GER | Isabell Werth op Weihegold OLD | GER | Kristina Bröring-Sprehe op Desperados FRH                                                                                                  |
| Dressuur team       | Duitsland Kristina Bröring-Sprehe op Desperados FRH Sönke Rothenberger op Cosmo Dorothee Schneider op Showtime FRH Isabell Werth op Weihegold OLD               | Duitsland Kristina Bröring-Sprehe op Desperados FRH Sönke Rothenberger op Cosmo Dorothee Schneider op Showtime FRH Isabell Werth op Weihegold OLD               | Groot-Brittannië Fiona Bigwood op Orthilia Charlotte Dujardin op Valegro Carl Hester op Nip Tuck Spencer Wilton op Super Nova II   | Groot-Brittannië Fiona Bigwood op Orthilia Charlotte Dujardin op Valegro Carl Hester op Nip Tuck Spencer Wilton op Super Nova II   | Verenigde Staten Allison Brock op Rosevelt Laura Graves op Verdades Kasey Perry-Glass op Dublet Steffen Peters op Legolas 92               | Verenigde Staten Allison Brock op Rosevelt Laura Graves op Verdades Kasey Perry-Glass op Dublet Steffen Peters op Legolas 92               |
|                     | | | | | | |
| Eventing            | GER | Michael Jung op Sam FBW | FRA | Astier Nicolas op Piaf De B'Neville                                                                                                | USA | Phillip Dutton op Mighty Nice |
| Eventing team       | Frankrijk Karim Laghouag op Entebbe Mathieu Lemoine op Bart L Astier Nicolas op Piaf De B'Neville Thibaut Vallette op Qing du Briot                             | Frankrijk Karim Laghouag op Entebbe Mathieu Lemoine op Bart L Astier Nicolas op Piaf De B'Neville Thibaut Vallette op Qing du Briot                             | Duitsland Sandra Auffarth op Opgun Louvo Michael Jung op Sam FBW Ingrid Klimke op Hale-Bob Old Julia Krajewski op Samourai du Thot | Duitsland Sandra Auffarth op Opgun Louvo Michael Jung op Sam FBW Ingrid Klimke op Hale-Bob Old Julia Krajewski op Samourai du Thot | Australië Chris Burton op Santano II Sam Griffiths op Paulank Brockagh Shane Rose op CP Qualified Stuart Tinney op Pluto Mio               | Australië Chris Burton op Santano II Sam Griffiths op Paulank Brockagh Shane Rose op CP Qualified Stuart Tinney op Pluto Mio               |
|                     | | | | | | |
| Springconcours      | GBR | Nick Skelton op Big Star | SWE | Peder Fredricson op All In | CAN | Eric Lamaze op Fine Lady 5 |
| Springconcours team | Frankrijk Roger-Yves Bost op Sydney une Prince Pénélope Leprévost op Flora de Mariposa Philippe Rozier op Rahotep de Toscane Kevin Staut op Reveur de Hurtebise | Frankrijk Roger-Yves Bost op Sydney une Prince Pénélope Leprévost op Flora de Mariposa Philippe Rozier op Rahotep de Toscane Kevin Staut op Reveur de Hurtebise | Verenigde Staten Lucy Davis op Barron Kent Farrington op Voyeur Beezie Madden op Cortes'C McLain Ward op Azur                      | Verenigde Staten Lucy Davis op Barron Kent Farrington op Voyeur Beezie Madden op Cortes'C McLain Ward op Azur                      | Duitsland Christian Ahlmann op Taloubet Z Ludger Beerbaum op Casello Daniel Deusser op First Class Meredith Michaels-Beerbaum op Fibonacci | Duitsland Christian Ahlmann op Taloubet Z Ludger Beerbaum op Casello Daniel Deusser op First Class Meredith Michaels-Beerbaum op Fibonacci |

## Roeien
Mannen
| Onderdeel          | Goud | Goud | Zilver | Zilver | Brons | Brons |
| ------------------ | ---- | --- | ------ | --- | ----- | --- |
| Skiff              | NZL  | Mahe Drysdale | CRO    | Damir Martin | CZE   | Ondřej Synek |
| Lichte dubbel-twee | FRA  | Jérémie Azou Pierre Houin                                                                                             | IRL    | Gary O'Donovan Paul O'Donovan | NOR   | Kristoffer Brun Are Strandli |
| Dubbel-twee        | CRO  | Martin Sinković Valent Sinković                                                                                       | LTU    | Mindaugas Griškonis Saulius Ritter | NOR   | Kjetil Borch Olaf Tufte |
| Twee-zonder        | NZL  | Hamish Bond Eric Murray                                                                                               | RSA    | Lawrence Brittain Shaun Keeling | ITA   | Giovanni Abagnale Marco Di Costanzo |
| Dubbel-vier        | GER  | Hans Gruhne Lauritz Schoof Karl Schulze Philipp Wende                                                                 | AUS    | Alexander Belonogoff Karsten Forsterling Cameron Girdlestone James McRae                                                                    | EST   | Tõnu Endrekson Andrei Jämsä Allar Raja Kaspar Taimsoo                                                                                   |
| Lichte vier-zonder | SUI  | Mario Gyr Simon Niepmann Simon Schürch Lucas Tramèr                                                                   | DEN    | Jacob Barsøe Morten Jørgensen Jacob Larsen Kasper Winther Jørgensen                                                                         | FRA   | Thomas Baroukh Thibault Colard Guillaume Raineau Franck Solforosi                                                                       |
| Vier-zonder        | GBR  | Alex Gregory Constantine Louloudis George Nash Mohamed Sbihi                                                          | AUS    | Josh Booth Josh Dunkley-Smith Alexander Hill William Lockwood                                                                               | ITA   | Matteo Castaldo Matteo Lodo Domenico Montrone Giuseppe Vicino                                                                           |
| Acht               | GBR  | Paul Bennett Scott Durant Matthew Gotrel Phelan Hill Matt Langridge Tom Ransley Pete Reed William Satch Andrew Triggs | GER    | Felix Drahotta Malte Jakschik Eric Johannesen Andreas Kuffner Maximilian Munski Hannes Ocik Maximilian Reinelt Martin Sauer Richard Schmidt | NED   | Kaj Hendriks Robert Lücken Boaz Meylink Boudewijn Röell Olivier Siegelaar Dirk Uittenbogaard Mechiel Versluis Peter Wiersum Tone Wieten |

Vrouwen
| Onderdeel          | Goud | Goud | Zilver | Zilver | Brons | Brons |
| ------------------ | ---- | --- | ------ | --- | ----- | --- |
| Skiff              | AUS  | Kimberley Brennan-Crow | USA    | Genevra Stone | CHN   | Duan Jingli |
| Lichte dubbel-twee | NED  | Maaike Head Ilse Paulis | CAN    | Lindsay Jennerich Patricia Obee | CHN   | Huang Wenyi Pan Feihong |
| Dubbel-twee        | POL  | Magdalena Fularczyk-Kozłowska Natalia Madaj                                                                                     | GBR    | Katherine Grainger Victoria Thornley                                                                                                 | LTU   | Milda Valčiukaitė Donata Vištartaitė                                                                                                 |
| Twee-zonder        | GBR  | Helen Glover Heather Stanning                                                                                                   | NZL    | Genevieve Behrent Rebecca Scown | DEN   | Anne Andersen Hedvig Rasmussen |
| Dubbel-vier        | GER  | Carina Bär Julia Lier Lisa Schmidla Annekatrin Thiele                                                                           | NED    | Chantal Achterberg Nicole Beukers Carline Bouw Inge Janssen                                                                          | POL   | Monika Ciaciuch Agnieszka Kobus Joanna Leszczyńska Maria Springwald                                                                  |
| Acht               | USA  | Amanda Elmore Tessa Gobbo Elle Logan Meghan Musnicki Amanda Polk Emily Regan Lauren Schmetterling Kerry Simmonds Katelin Snyder | GBR    | Karen Bennett Olivia Carnegie-Brown Jessica Eddie Catherine Greves Frances Houghton Zoe Lee Polly Swann Zoe de Toledo Melanie Wilson | ROU   | Amalia Bereș Andreea Boghian Adelina Bogus Roxana Cogianu Irina Dorneanu Daniela Druncea Laura Oprea Mihaela Petrila Ioana Strungaru |

## Schermen
Mannen
| Onderdeel   | Goud | Goud                                                             | Zilver | Zilver                                                            | Brons | Brons                                                                 |
| ----------- | ---- | ---------------------------------------------------------------- | ------ | ----------------------------------------------------------------- | ----- | --------------------------------------------------------------------- |
| Degen       | KOR  | Park Sang-young                                                  | HUN    | Géza Imre                                                         | FRA   | Gauthier Grumier                                                      |
| Degen team  | FRA  | Yannick Borel Gauthier Grumier Daniel Jérent Jean-Michel Lucenay | ITA    | Marco Fichera Enrico Garozzo Paolo Pizzo Andrea Santarelli        | HUN   | Gábor Boczkó Géza Imre András Rédli Péter Somfai                      |
| Floret      | ITA  | Daniele Garozzo                                                  | USA    | Alexander Massialas                                               | RUS   | Timoer Safin                                                          |
| Floret team | RUS  | Artoer Achmatchoezin Timoer Safin Aleksej Tsjeremisinov          | FRA    | Jérémy Cadot Jean-Paul Tony Helissey Enzo Lefort Erwan Le Péchoux | USA   | Miles Chamley-Watson Race Imboden Alexander Massialas Gerek Meinhardt |
| Sabel       | HUN  | Áron Szilágyi                                                    | USA    | Daryl Homer                                                       | KOR   | Kim Jung-hwan                                                         |

Vrouwen
| Onderdeel  | Goud | Goud                                                                | Zilver | Zilver                                                         | Brons | Brons                                                               |
| ---------- | ---- | ------------------------------------------------------------------- | ------ | -------------------------------------------------------------- | ----- | ------------------------------------------------------------------- |
| Degen      | HUN  | Emese Szász                                                         | ITA    | Rossella Fiamingo                                              | CHN   | Sun Yiwen                                                           |
| Degen team | ROU  | Loredana Dinu Simona Gherman Simona Pop Ana Maria Popescu           | CHN    | Hao Jialu Sun Yiwen Sun Yujie Xu Anqi                          | RUS   | Olga Kotsjneva Violetta Kolobova Tatjana Logoenova Ljoebov Sjoetova |
| Floret     | RUS  | Inna Deriglazova                                                    | ITA    | Elisa Di Francisca                                             | TUN   | Inès Boubakri                                                       |
| Sabel      | RUS  | Jana Jegorjan                                                       | RUS    | Sofja Velikaja                                                 | UKR   | Olga Charlan                                                        |
| Sabel team | RUS  | Jekaterina Djatsjenko Joelia Gavrilova Jana Jegorjan Sofja Velikaja | UKR    | Olga Charlan Alina Komasjtsjoek Olena Kravatska Olena Voronina | USA   | Monica Aksamit Ibtihaj Muhammad Dagmara Wozniak Mariel Zagunis      |

## Schietsport
Mannen
| Onderdeel            | Goud | Goud              | Zilver | Zilver            | Brons | Brons                |
| -------------------- | ---- | ----------------- | ------ | ----------------- | ----- | -------------------- |
| 10 m luchtpistool    | VIE  | Hoàng Xuân Vinh   | BRA    | Felipe Almeida Wu | CHN   | Pang Wei             |
| 25 m snelvuurpistool | GER  | Christian Reitz   | FRA    | Jean Quiquampoix  | CHN   | Li Yuehong           |
| 50 m pistool         | KOR  | Jin Jong-oh       | VIE    | Hoàng Xuân Vinh   | PRK   | Kim Song-guk         |
| 10 m luchtgeweer     | ITA  | Niccolò Campriani | UKR    | Sergej Koelisj    | RUS   | Vladimir Maslennikov |
| 50 m kkg 3-houdingen | ITA  | Niccolò Campriani | RUS    | Sergej Kamenskij  | FRA   | Alexis Raynaud       |
| 50 m kkg liggend     | GER  | Henri Junghänel   | KOR    | Kim Jong-hyun     | RUS   | Kirill Grigorjan     |
| Skeet                | ITA  | Gabriele Rossetti | SWE    | Marcus Svensson   | IOA   | Abdullah Al-Rashidi  |
| Trap                 | CRO  | Josip Glasnović   | ITA    | Giovanni Pellielo | GBR   | Edward Ling          |
| Dubbeltrap           | IOA  | Fehaid Aldeehani  | ITA    | Marco Innocenti   | GBR   | Steven Scott         |

Vrouwen
| Onderdeel            | Goud | Goud              | Zilver | Zilver                 | Brons | Brons                 |
| -------------------- | ---- | ----------------- | ------ | ---------------------- | ----- | --------------------- |
| 10 m luchtpistool    | CHN  | Zhang Mengxue     | RUS    | Vitalina Batsarasjkina | GRE   | Anna Korakaki         |
| 25 m sportpistool    | GRE  | Anna Korakaki     | GER    | Monika Karsch          | SUI   | Heidi Diethelm Gerber |
| 10 m luchtgeweer     | USA  | Virginia Thrasher | CHN    | Du Li                  | CHN   | Yi Siling             |
| 50 m kkg 3-houdingen | GER  | Barbara Engleder  | CHN    | Zhang Binbin           | CHN   | Du Li                 |
| Skeet                | ITA  | Diana Bacosi      | ITA    | Chiara Cainero         | USA   | Kimberly Rhode        |
| Trap                 | AUS  | Catherine Skinner | NZL    | Natalie Rooney         | USA   | Corey Cogdell         |

## Taekwondo
| Onderdeel           | Goud | Goud                | Zilver | Zilver                      | Brons   | Brons                                    |
| ------------------- | ---- | ------------------- | ------ | --------------------------- | ------- | ---------------------------------------- |
| Vlieg (-58 kg) (m)  | CHN  | Zhao Shuai          | THA    | Tawin Hanprab               | KOR DOM | Kim Tae-hun Luisito Pie                  |
| Licht (-68 kg) (m)  | JOR  | Ahmad Abughaush     | RUS    | Alexej Denisenko            | ESP KOR | Joel González Lee Dae-hoon               |
| Midden (-80 kg) (m) | CIV  | Cheick Sallah Cisse | GBR    | Lutalo Muhammad             | AZE TUN | Milad Beigi Harchegani Oussama Oueslati  |
| Zwaar (+80 kg) (m)  | AZE  | Radik Isajev        | NIG    | Abdoulrazak Issoufou Alfaga | KOR BRA | Cha Dong-min Maicon Siqueira             |
|                     |      |                     |        |                             |         |                                          |
| Vlieg (-49 kg) (v)  | KOR  | Kim So-hui          | SRB    | Tijana Bogdanović           | AZE THA | Patimat Abakarova Panipak Wongpattanakit |
| Licht (-57 kg) (v)  | GBR  | Jade Jones          | ESP    | Eva Calvo Gómez             | EGY IRI | Hedaya Malak Kimia Alizadeh Zenoorin     |
| Midden (-67 kg) (v) | KOR  | Oh Hye-ri           | FRA    | Haby Niaré                  | CIV TUR | Ruth Gbagbi Nur Tatar                    |
| Zwaar (+67 kg) (v)  | CHN  | Zheng Shuyin        | MEX    | María Espinoza              | USA GBR | Jackie Galloway Bianca Walkden           |

## Tafeltennis
| Onderdeel     | Goud | Goud                            | Zilver | Zilver                                  | Brons | Brons                                       |
| ------------- | ---- | ------------------------------- | ------ | --------------------------------------- | ----- | ------------------------------------------- |
| Enkelspel (m) | CHN  | Ma Long                         | CHN    | Zhang Jike                              | JPN   | Jun Mizutani                                |
| Team (m)      | CHN  | Ma Long Xu Xin Zhang Jike       | JPN    | Jun Mizutani Koki Niwa Maharu Yoshimura | GER   | Timo Boll Dimitrij Ovtcharov Bastian Steger |
|               |      |                                 |        |                                         |       |                                             |
| Enkelspel (v) | CHN  | Ding Ning                       | CHN    | Li Xiaoxia                              | PRK   | Kim Song-i                                  |
| Team (v)      | CHN  | Ding Ning Li Xiaoxia Liu Shiwen | GER    | Han Ying Shan Xiaona Petrissa Solja     | JPN   | Ai Fukuhara Kasumi Ishikawa Mima Ito        |

## Tennis
| Onderdeel          | Goud | Goud                               | Zilver | Zilver                          | Brons | Brons                           |
| ------------------ | ---- | ---------------------------------- | ------ | ------------------------------- | ----- | ------------------------------- |
| Enkelspel (m)      | GBR  | Andy Murray                        | ARG    | Juan Martín del Potro           | JPN   | Kei Nishikori                   |
| Dubbelspel (m)     | ESP  | Marc López Rafael Nadal            | ROU    | Florin Mergea Horia Tecău       | USA   | Steve Johnson Jack Sock         |
|                    |      |                                    |        |                                 |       |                                 |
| Enkelspel (v)      | PUR  | Mónica Puig                        | GER    | Angelique Kerber                | CZE   | Petra Kvitová                   |
| Dubbelspel (v)     | RUS  | Jekaterina Makarova Jelena Vesnina | SUI    | Timea Bacsinszky Martina Hingis | CZE   | Lucie Šafářová Barbora Strýcová |
|                    |      |                                    |        |                                 |       |                                 |
| Gemengd dubbelspel | USA  | Jack Sock Bethanie Mattek-Sands    | USA    | Rajeev Ram Venus Williams       | CZE   | Radek Štěpánek Lucie Hradecká   |

## Triatlon
| Onderdeel | Goud | Goud              | Zilver | Zilver            | Brons | Brons          |
| --------- | ---- | ----------------- | ------ | ----------------- | ----- | -------------- |
| Mannen    | GBR  | Alistair Brownlee | GBR    | Jonathan Brownlee | RSA   | Henri Schoeman |
|           |      |                   |        |                   |       |                |
| Vrouwen   | USA  | Gwen Jorgensen    | SUI    | Nicola Spirig-Hug | GBR   | Vicky Holland  |

## Volleybal

### Beachvolleybal
| Onderdeel | Goud | Goud                               | Zilver | Zilver                           | Brons | Brons                             |
| --------- | ---- | ---------------------------------- | ------ | -------------------------------- | ----- | --------------------------------- |
| Mannen    | BRA  | Alison Cerutti Bruno Oscar Schmidt | ITA    | Daniele Lupo Paolo Nicolai       | NED   | Alexander Brouwer Robert Meeuwsen |
|           |      |                                    |        |                                  |       |                                   |
| Vrouwen   | GER  | Laura Ludwig Kira Walkenhorst      | BRA    | Ágatha Bednarczuk Bárbara Seixas | USA   | April Ross Kerri Walsh-Jennings   |

## Wielersport

### Baan
| Onderdeel              | Goud | Goud                                                     | Zilver | Zilver                                                                   | Brons | Brons                                                                              |
| ---------------------- | ---- | -------------------------------------------------------- | ------ | ------------------------------------------------------------------------ | ----- | ---------------------------------------------------------------------------------- |
| Keirin (m)             | GBR  | Jason Kenny                                              | NED    | Matthijs Büchli                                                          | MAS   | Azizulhasni Awang                                                                  |
| Olympische sprint (m)  | GBR  | Jason Kenny                                              | GBR    | Callum Skinner                                                           | RUS   | Denis Dmitrijev                                                                    |
| Omnium (m)             | ITA  | Elia Viviani                                             | GBR    | Mark Cavendish                                                           | DEN   | Lasse Norman Hansen                                                                |
| Ploegachtervolging (m) | GBR  | Steven Burke Ed Clancy Owain Doull Bradley Wiggins       | AUS    | Jack Bobridge Alex Edmondson Michael Hepburn Callum Scotson Sam Welsford | DEN   | Casper von Folsach Lasse Norman Hansen Niklas Larsen Frederik Madsen Rasmus Quaade |
| Team sprint (m)        | GBR  | Philip Hindes Jason Kenny Callum Skinner                 | NZL    | Eddie Dawkins Ethan Mitchell Sam Webster                                 | FRA   | Grégory Baugé Michaël D'Almeida François Pervis                                    |
|                        |      |                                                          |        |                                                                          |       |                                                                                    |
| Keirin (v)             | NED  | Elis Ligtlee                                             | GBR    | Rebecca James                                                            | AUS   | Anna Meares                                                                        |
| Olympische sprint (v)  | GER  | Kristina Vogel                                           | GBR    | Rebecca James                                                            | GBR   | Katy Marchant                                                                      |
| Omnium (v)             | GBR  | Laura Trott                                              | USA    | Sarah Hammer                                                             | BEL   | Jolien D'Hoore                                                                     |
| Ploegachtervolging (v) | GBR  | Katie Archibald Elinor Barker Joanna Rowsell Laura Trott | USA    | Kelly Catlin Chloé Dygert Sarah Hammer Jennifer Valente                  | CAN   | Allison Beveridge Laura Brown Jasmin Glaesser Kirsti Lay Georgia Simmerling        |
| Team sprint (v)        | CHN  | Gong Jinjie Zhong Tianshi                                | RUS    | Darja Sjmeleva Anastasia Vojnova                                         | GER   | Kristina Vogel Miriam Welte                                                        |

### BMX
| Onderdeel | Goud | Goud          | Zilver | Zilver           | Brons | Brons             |
| --------- | ---- | ------------- | ------ | ---------------- | ----- | ----------------- |
| Mannen    | USA  | Connor Fields | NED    | Jelle van Gorkom | COL   | Carlos Ramirez    |
|           |      |               |        |                  |       |                   |
| Vrouwen   | COL  | Mariana Pajón | USA    | Alise Post       | VEN   | Stefany Hernandez |

### Mountainbike
| Onderdeel | Goud | Goud           | Zilver | Zilver            | Brons | Brons                 |
| --------- | ---- | -------------- | ------ | ----------------- | ----- | --------------------- |
| Mannen    | SUI  | Nino Schurter  | CZE    | Jaroslav Kulhavý  | ESP   | Carlos Coloma Nicolás |
|           |      |                |        |                   |       |                       |
| Vrouwen   | SWE  | Jenny Rissveds | POL    | Maja Włoszczowska | CAN   | Catharine Pendrel     |

### Weg
| Onderdeel        | Goud | Goud                 | Zilver | Zilver            | Brons | Brons                |
| ---------------- | ---- | -------------------- | ------ | ----------------- | ----- | -------------------- |
| Tijdrit (m)      | SUI  | Fabian Cancellara    | NED    | Tom Dumoulin      | GBR   | Chris Froome         |
| Wegwedstrijd (m) | BEL  | Greg Van Avermaet    | DEN    | Jakob Fuglsang    | POL   | Rafał Majka          |
|                  |      |                      |        |                   |       |                      |
| Tijdrit (v)      | USA  | Kristin Armstrong    | RUS    | Olga Zabelinskaja | NED   | Anna van der Breggen |
| Wegwedstrijd (v) | NED  | Anna van der Breggen | SWE    | Emma Johansson    | ITA   | Elisa Longo Borghini |

## Worstelen

### Grieks-Romeins
Mannen
| Onderdeel            | Goud | Goud               | Zilver | Zilver               | Brons   | Brons                                  |
| -------------------- | ---- | ------------------ | ------ | -------------------- | ------- | -------------------------------------- |
| Bantam (-59 kg)      | CUB  | Ismael Borrero     | JPN    | Shinobu Ota          | NOR UZB | Stig André Berge Jelmoerat Tasmoeradov |
| Licht (-66 kg)       | SRB  | Davor Štefanek     | ARM    | Migran Aroetjoenjan  | GEO AZE | Shmagi Bolkvadze Rasoel Tsjoenajev     |
| Welter (-75 kg)      | RUS  | Roman Vlasov       | DEN    | Mark Madsen          | IRI KOR | Saeid Abdevali Kim Hyeon-woo           |
| Midden (-85 kg)      | RUS  | Davit Tsjakvetadze | UKR    | Zhan Belenjoek       | BLR GER | Javid Hamzatau Denis Kudla             |
| Zwaar (-98 kg)       | ARM  | Artoer Aleksanjan  | CUB    | Yasmany Lugo Cabrera | TUR IRI | Cenk İldem Ghasem Gholamreza Rezaei    |
| Superzwaar (-130 kg) | CUB  | Mijaín López       | TUR    | Rıza Kayaalp         | RUS AZE | Sergej Semenov Sabah Sjariati          |

### Vrije stijl
Mannen
| Onderdeel            | Goud | Goud                          | Zilver | Zilver            | Brons   | Brons                                    |
| -------------------- | ---- | ----------------------------- | ------ | ----------------- | ------- | ---------------------------------------- |
| Bantam (-57 kg)      | GEO  | Vladimer Chintsjegasjvili     | JPN    | Rei Higuchi       | AZE IRI | Haji Alijev Hassan Rahimi                |
| Licht (-65 kg)       | RUS  | Soslan Ramonov                | AZE    | Toghrul Asgarov   | ITA UZB | Frank Chamizo Marquez Ichtijor Navroezov |
| Welter (-74 kg)      | IRI  | Hassan Aliazam Yazdanicharati | RUS    | Anjoear Gedoejev  | TUR AZE | Soner Demirtaş Jabrajil Gazanov          |
| Midden (-86 kg)      | RUS  | Abdoelrasjid Sadoelajev       | TUR    | Selim Yaşar       | USA AZE | J'den Cox Sjarif Sjarifov                |
| Zwaar (-97 kg)       | USA  | Kyle Frederick Snyder         | AZE    | Khetag Gozijoemov | UZB ROU | Magomed Ibragimov Albert Saritov         |
| Superzwaar (-125 kg) | TUR  | Taha Akgül                    | IRI    | Komeil Ghasemi    | GEO BLR | Geno Petriasjvili Ibrahim Saidoe         |

Vrouwen
| Onderdeel           | Goud | Goud           | Zilver | Zilver                    | Brons   | Brons                                 |
| ------------------- | ---- | -------------- | ------ | ------------------------- | ------- | ------------------------------------- |
| Vlieg (-48 kg)      | JPN  | Eri Tosaka     | AZE    | Mariya Stadnik            | BUL CHN | Jelitsa Jankova Sun Yanan             |
| Bantam (-53 kg)     | USA  | Helen Maroulis | JPN    | Saori Yoshida             | SWE AZE | Sofia Mattsson Natalija Sinisjin      |
| Welter (-58 kg)     | JPN  | Kaori Icho     | RUS    | Valerija Koblova-Zjoblova | TUN IND | Marwa Amri Sakshi Malik               |
| Midden (-63 kg)     | JPN  | Risako Kawai   | BLR    | Maria Mamatsjoek          | KAZ POL | Jekaterina Larionova Monika Michalik  |
| Lichtzwaar (-69 kg) | JPN  | Sara Dosho     | RUS    | Natalija Vorobeva         | SWE KAZ | Anna Jenny Fransson Jelmira Sizdikova |
| Zwaar (-75 kg)      | CAN  | Erica Wiebe    | KAZ    | Goezel Manjoerova         | RUS CHN | Jekaterina Boekina Zhang Fengliu      |

## Zeilen
| Onderdeel                         | Goud | Goud                                   | Zilver | Zilver                         | Brons | Brons                                 |
| --------------------------------- | ---- | -------------------------------------- | ------ | ------------------------------ | ----- | ------------------------------------- |
| Eenpersoonsjol (finn) (m)         | GBR  | Giles Scott                            | SLO    | Vasilij Žbogar                 | USA   | Caleb Paine                           |
| Eenpersoonsjol (laser) (m)        | AUS  | Tom Burton                             | CRO    | Tonči Stipanović               | NZL   | Sam Meech                             |
| Tweepersoonsjol (470) (m)         | CRO  | Šime Fantela Igor Marenić              | AUS    | Mathew Belcher William Ryan    | GRE   | Pavlos Kagialis Panagiotis Mantis     |
| Tweepersoonsjol (49er) (m)        | NZL  | Peter Burling Blair Tuke               | AUS    | Iain Jensen Nathan Outteridge  | GER   | Erik Heil Thomas Plößel               |
| Plankzeilen (rs:x) (m)            | NED  | Dorian van Rijsselberghe               | GBR    | Nick Dempsey                   | FRA   | Pierre Le Coq                         |
|                                   |      |                                        |        |                                |       |                                       |
| Catamaran (nacra-17) (gemengd)    | ARG  | Santiago Lange Cecilia Carranza Saroli | AUS    | Jason Waterhouse Lisa Darmanin | AUT   | Thomas Zajac Tanja Frank              |
|                                   |      |                                        |        |                                |       |                                       |
| Eenpersoonsjol (laser radial) (v) | NED  | Marit Bouwmeester                      | IRL    | Annalise Murphy                | DEN   | Anne-Marie Rindom                     |
| Tweepersoonsjol (470) (v)         | GBR  | Saskia Clark Hannah Mills              | NZL    | Jo Aleh Polly Powrie           | FRA   | Hélène Defrance Camille Lecointre     |
| Tweepersoonsjol (49er FX) (v)     | BRA  | Martine Grael Kahena Kunze             | NZL    | Alex Maloney Molly Meech       | DEN   | Jena Mai Hansen Katja Salskov-Iversen |
| Plankzeilen (rs:x) (v)            | FRA  | Charline Picon                         | CHN    | Chen Peina                     | RUS   | Stefanija Jelfoetina                  |

## Zwemsporten

### Langebaanzwemmen
Mannen
| Onderdeel       | Goud | Goud | Zilver      | Zilver                                                                                     | Brons | Brons                                                                    |
| --------------- | ---- | --- | ----------- | ------------------------------------------------------------------------------------------ | ----- | ------------------------------------------------------------------------ |
| 50 m vrij       | USA  | Anthony Ervin                                                                                                 | FRA         | Florent Manaudou                                                                           | USA   | Nathan Adrian                                                            |
| 100 m vrij      | AUS  | Kyle Chalmers                                                                                                 | BEL         | Pieter Timmers                                                                             | USA   | Nathan Adrian                                                            |
| 200 m vrij      | CHN  | Sun Yang | RSA         | Chad Le Clos                                                                               | USA   | Conor Dwyer                                                              |
| 400 m vrij      | AUS  | Mack Horton                                                                                                   | CHN         | Sun Yang                                                                                   | ITA   | Gabriele Detti                                                           |
| 1500 m vrij     | ITA  | Gregorio Paltrinieri                                                                                          | USA         | Connor Jaeger                                                                              | ITA   | Gabriele Detti                                                           |
| 100 m rug       | USA  | Ryan Murphy                                                                                                   | CHN         | Xu Jiayu                                                                                   | USA   | David Plummer                                                            |
| 200 m rug       | USA  | Ryan Murphy                                                                                                   | AUS         | Mitch Larkin                                                                               | RUS   | Jevgeni Rylov                                                            |
| 100 m school    | GBR  | Adam Peaty | RSA         | Cameron van der Burgh                                                                      | USA   | Cody Miller                                                              |
| 200 m school    | KAZ  | Dmitrij Balandin                                                                                              | USA         | Josh Prenot                                                                                | RUS   | Anton Tsjoepkov                                                          |
| 100 m vlinder   | SIN  | Joseph Schooling                                                                                              | RSA HUN USA | Chad le Clos László Cseh Michael Phelps                                                    |       |                                                                          |
| 200 m vlinder   | USA  | Michael Phelps                                                                                                | JPN         | Masato Sakai                                                                               | HUN   | Tamás Kenderesi                                                          |
| 200 m wissel    | USA  | Michael Phelps                                                                                                | JPN         | Kosuke Hagino                                                                              | CHN   | Wang Shun                                                                |
| 400 m wissel    | JPN  | Kosuke Hagino                                                                                                 | USA         | Chase Kalisz                                                                               | JPN   | Daiya Seto                                                               |
| 4x 100 m vrij   | USA  | Nathan Adrian Caeleb Dressel Anthony Ervin Jimmy Feigen Ryan Held Michael Phelps Blake Pieroni                | FRA         | Fabien Gilot Florent Manaudou Mehdy Metella William Meynard Clément Mignon Jérémy Stravius | AUS   | Matthew Abood Kyle Chalmers James Magnussen Cameron McEvoy James Roberts |
| 4x 200 m vrij   | USA  | Gunnar Bentz Jack Conger Conor Dwyer Townley Haas Ryan Lochte Michael Phelps Clark Smith                      | GBR         | James Guy Stephen Milne Robbie Renwick Duncan Scott Daniel Wallace                         | JPN   | Naito Ehara Kosuke Hagino Yuki Kobori Takeshi Matsuda                    |
| 4x 100 m wissel | USA  | Nathan Adrian Kevin Cordes Caeleb Dressel Cody Miller Ryan Murphy Michael Phelps David Plummer Thomas Shields | GBR         | James Guy Adam Peaty Duncan Scott Chris Walker-Hebborn                                     | AUS   | Kyle Chalmers Mitch Larkin Cameron McEvoy David Morgan Jake Packard      |

Vrouwen
| Onderdeel       | Goud    | Goud | Zilver | Zilver                                                                                                 | Brons   | Brons                                                                                      |
| --------------- | ------- | --- | ------ | --- | ------- | ------------------------------------------------------------------------------------------ |
| 50 m vrij       | DEN     | Pernille Blume                                                                                               | USA    | Simone Manuel                                                                                          | BLR     | Aljaksandra Gerasimenja                                                                    |
| 100 m vrij      | USA CAN | Simone Manuel Penelope Oleksiak                                                                              |        | | SWE     | Sarah Sjöström                                                                             |
| 200 m vrij      | USA     | Katie Ledecky                                                                                                | SWE    | Sarah Sjöström                                                                                         | AUS     | Emma McKeon                                                                                |
| 400 m vrij      | USA     | Katie Ledecky                                                                                                | GBR    | Jazmin Carlin                                                                                          | USA     | Leah Smith                                                                                 |
| 800 m vrij      | USA     | Katie Ledecky                                                                                                | GBR    | Jazmin Carlin                                                                                          | HUN     | Boglárka Kapás                                                                             |
| 100 m rug       | HUN     | Katinka Hosszú                                                                                               | USA    | Kathleen Baker                                                                                         | CHN CAN | Fu Yuanhui Kylie Masse                                                                     |
| 200 m rug       | USA     | Madeline Dirado                                                                                              | HUN    | Katinka Hosszú                                                                                         | CAN     | Hilary Caldwell                                                                            |
| 100 m school    | USA     | Lilly King                                                                                                   | RUS    | Joelia Jefimova                                                                                        | USA     | Katie Meili                                                                                |
| 200 m school    | JPN     | Rie Kaneto                                                                                                   | RUS    | Joelia Jefimova                                                                                        | CHN     | Shi Jinglin                                                                                |
| 100 m vlinder   | SWE     | Sarah Sjöström                                                                                               | CAN    | Penelope Oleksiak                                                                                      | USA     | Dana Vollmer                                                                               |
| 200 m vlinder   | ESP     | Mireia Belmonte                                                                                              | AUS    | Madeline Groves                                                                                        | JPN     | Natsumi Hoshi                                                                              |
| 200 m wissel    | HUN     | Katinka Hosszú                                                                                               | GBR    | Siobhan-Marie O'Connor                                                                                 | USA     | Madeline Dirado                                                                            |
| 400 m wissel    | HUN     | Katinka Hosszú                                                                                               | USA    | Madeline Dirado                                                                                        | ESP     | Mireia Belmonte                                                                            |
| 4x 100 m vrij   | AUS     | Bronte Campbell Cate Campbell Brittany Elmslie Emma McKeon Madison Wilson                                    | USA    | Katie Ledecky Simone Manuel Lia Neal Allison Schmitt Dana Vollmer Amanda Weir Abbey Weitzeil           | CAN     | Chantal van Landeghem Sandrine Mainville Penelope Oleksiak Taylor Ruck Michelle Williams   |
| 4x 200 m vrij   | USA     | Madeline Dirado Missy Franklin Katie Ledecky Melanie Margalis Cierra Runge Allison Schmitt Leah Smith        | AUS    | Jessica Ashwood Bronte Barratt Tamsin Cook Emma McKeon Leah Neale                                      | CAN     | Kennedy Goss Brittany MacLean Penelope Oleksiak Emily Overholt Taylor Ruck Katerine Savard |
| 4x 100 m wissel | USA     | Kathleen Baker Lilly King Simone Manuel Katie Meili Olivia Smoliga Dana Vollmer Abbey Weitzeil Kelsi Worrell | AUS    | Cate Campbell Brittany Elmslie Madeline Groves Emma McKeon Taylor McKeown Emily Seebohm Madison Wilson | DEN     | Pernille Blume Rikke Møller Pedersen Mie Nielsen Jeanette Ottesen                          |

### Openwaterzwemmen
| Onderdeel | Goud | Goud                  | Zilver | Zilver              | Brons | Brons                |
| --------- | ---- | --------------------- | ------ | ------------------- | ----- | -------------------- |
| 10 km (m) | NED  | Ferry Weertman        | GRE    | Spyridon Gianniotis | FRA   | Marc-Antoine Olivier |
|           |      |                       |        |                     |       |                      |
| 10 km (v) | NED  | Sharon van Rouwendaal | ITA    | Rachele Bruni       | BRA   | Poliana Okimoto      |

### Schoonspringen
| Onderdeel                | Goud | Goud                     | Zilver | Zilver                            | Brons | Brons                            |
| ------------------------ | ---- | ------------------------ | ------ | --------------------------------- | ----- | -------------------------------- |
| 03 m plank (m)           | CHN  | Cao Yuan                 | GBR    | Jack Laugher                      | GER   | Patrick Hausding                 |
| 03 m plank synchroon (m) | GBR  | Jack Laugher Chris Mears | USA    | Sam Dorman Michael Hixon          | CHN   | Cao Yuan Qin Kai                 |
| 10 m toren (m)           | CHN  | Chen Aisen               | MEX    | Germán Sánchez                    | USA   | David Boudia                     |
| 10 m toren synchroon (m) | CHN  | Chen Aisen Lin Yue       | USA    | David Boudia Steele Johnson       | GBR   | Tom Daley Daniel Goodfellow      |
|                          |      |                          |        |                                   |       |                                  |
| 03 m plank (v)           | CHN  | Shi Tingmao              | CHN    | He Zi                             | ITA   | Tania Cagnotto                   |
| 03 m plank synchroon (v) | CHN  | Shi Tingmao Wu Minxia    | ITA    | Tania Cagnotto Francesca Dallapé  | AUS   | Maddison Keeney Anabelle Smith   |
| 10 m toren (v)           | CHN  | Ren Qian                 | CHN    | Si Yajie                          | CAN   | Meaghan Benfeito                 |
| 10 m toren synchroon (v) | CHN  | Chen Ruolin Liu Huixia   | MAS    | Cheong Jun Hoong Pandelela Rinong | CAN   | Meaghan Benfeito Roseline Filion |

### Synchroonzwemmen
| Onderdeel | Goud | Goud | Zilver | Zilver                                                                                             | Brons | Brons |
| --------- | ---- | --- | ------ | -------------------------------------------------------------------------------------------------- | ----- | --- |
| Duet      | RUS  | Natalja Isjtsjenko Svetlana Romasjina | CHN    | Huang Xuechen Sun Wenyan                                                                           | JPN   | Yukiko Inui Risako Mitsui                                                                                              |
| Team      | RUS  | Natalja Isjtsjenko Svetlana Kolesnitsjenko Aleksandra Patskevitsj Jelena Prokofjeva Svetlana Romasjina Alla Sjisjkina Maria Sjoerotsjkina Gelena Topilina Vlada Tsjigireva | CHN    | Gu Xiao Guo Li Huang Xuechen Li Xiaolu Liang Xinping Sun Wenyan Tang Mengni Yin Chengxin Zeng Zhen | JPN   | Aika Hakoyama Aiko Hayashi Yukiko Inui Kei Marumo Kanami Nakamaki Mai Nakamura Risako Mitsui Kano Omata Kurumi Yoshida |

## Teamsporten
| Sport        | Sport   | Goud             | Zilver           | Brons            |
| ------------ | ------- | ---------------- | ---------------- | ---------------- |
| Basketbal    | mannen  | Verenigde Staten | Servië           | Spanje           |
| Basketbal    | vrouwen | Verenigde Staten | Spanje           | Servië           |
| Handbal      | mannen  | Denemarken       | Frankrijk        | Duitsland        |
| Handbal      | vrouwen | Rusland          | Frankrijk        | Noorwegen        |
| Hockey       | mannen  | Argentinië       | België           | Duitsland        |
| Hockey       | vrouwen | Groot-Brittannië | Nederland        | Duitsland        |
| Rugby sevens | mannen  | Fiji             | Groot-Brittannië | Zuid-Afrika      |
| Rugby sevens | vrouwen | Australië        | Nieuw-Zeeland    | Canada           |
| Voetbal      | mannen  | Brazilië         | Duitsland        | Nigeria          |
| Voetbal      | vrouwen | Duitsland        | Zweden           | Canada           |
| Volleybal    | mannen  | Brazilië         | Italië           | Verenigde Staten |
| Volleybal    | vrouwen | China            | Servië           | Verenigde Staten |
| Waterpolo    | mannen  | Servië           | Kroatië          | Italië           |
| Waterpolo    | vrouwen | Verenigde Staten | Italië           | Rusland          |